# 옥천 조헌 묘소
옥천 조헌 묘소(沃川 趙憲 墓所)는 대한민국 충청북도 옥천군 안남면 도농리에 있는, 조헌(1544∼1592) 선생의 묘소이다. 1976년 12월 21일 충청북도의 기념물 제14호로 지정되었다.

## 개요
조선 중기의 문신으로 대학자이며 의병장인 중봉(重峰) 조헌(1544∼1592) 선생의 묘소이다.
명종 22년(1567)에 문과에 급제한 후 여러 관직을 지냈다. 관직에 있을 때는 국가 정책에 있어 바른 말을 서슴지 않았으며, 특히 일본과의 친교정책에 목숨을 걸고 반대하였다. 학문에 조예가 깊었던 선생은 관직에서 물러난 뒤 옥천에 후율정사를 짓고 제자 양성과 학문을 닦는데 전념하였다. 1592년 임진왜란이 일어나자 옥천에서 의병을 모아 왜적을 공격하는데 앞장섰으며, 영규대사가 이끄는 승군(僧軍)과 합세하여 청주성을 탈환하였다. 이어 금산에서 700명의 군사로 수만의 왜적과 싸우다 전원 전사하였다. 그 후 선생의 제자들이 700의사들의 유해를 거두어 한곳에 합장하고 칠백의총이라 하였다.
선생의 유해는 별도로 옥천군 도리동에 안장하였으나 인조 14년(1636) 현재의 위치로 이장하였다. 현재 묘역에는 묘비 2기가 있는데 하나는 우암 송시열 선생이 이곳으로 이장할 당시 선생의 공적을 기록한 것이다. 좌우에는 문인석과 망주석이 한 쌍씩 세워져 있다.

## 참고 자료
- 옥천 조헌 묘소 - 국가유산청 국가유산포털